# Oleg Tsarev
Olegue Anatolieviche Tsariov (em ucraniano:  Олег Анатолийович Царьов; em russo:  Олег Анатолиевыч Царёв; 2 de junho de 1970, Dnipro, RSS da Ucrânia, URSS) é um político e empresário ucraniano. Deputado do Povo da Ucrânia, ex-vice-chefe da bancada do Partido das Regiões na Verkhovna Rada e ex-membro deste partido (expulso em 2014). Ele foi candidato ao cargo de Presidente da Ucrânia nas eleições antecipadas de 25 de maio de 2014, mas em 1º de maio retirou sua candidatura. Durante o conflito armado no leste da Ucrânia, passou para o lado da "Milícia Popular de Donbas", lutando contra o Exército ucraniano. Em 26 de julho de 2014, ele se tornou o presidente do parlamento da autoproclamada Novorossiya, uma confederação que incluía as Repúblicas Populares de Donetsk e Lugansk.